# Marco Grazzini
Marco Grazzini (nacido el 7 de septiembre de 1980 en Toronto, Canadá) es un actor de cine y televisión canadiense.

## Primeros años
Grazzini nació y se crio en Toronto y se graduó en 2003, después de haberse especializado en italiano y español con especialización en Sociología de la Universidad de Toronto. Desde entonces ha aparecido en varios programas de televisión canadienses, como Algo Pasa con Erica en 2009 y consiguió un papel como una serie regular como Alejandro en Drama Total Gira Mundial. En 2011 fue elegido para dos pilotos, Despertar de The CW y  Poe ABC, un retrato de Edgar Allan Poe como detective. Grazzini también protagoniza junto a Mischa Barton en la próxima novela de suspenso de Lifetime, Fuera de Línea .

## Filmografía
| Año  | Título                     | Papel                             | Notas                        |
| ---- | -------------------------- | --------------------------------- | ---------------------------- |
| 2007 | Mayday: Catástrofes Aéreas | Copiloto Valendia                 | 1 episodio "Fuera de Vista"  |
| 2008 | Of Murder and Memory       | Ernesto Navarro                   | Película de televisión       |
| 2009 | Algo Pasa Con Erica        | Jeff                              | 1 episodio "Hasta la Muerte" |
| 2010 | Drama Total Gira Mundial   | Alejandro (Pirncipal Antagonista) | Papel Principal              |
| 2010 | Nikita                     | Oliver                            | 1 episodio "Phoenix"         |
| 2011 | XIII (La Serie)            | Angel                             | 1 episodio "Costa Verde"     |
| 2012 | Fuera de Línea             | Paul Rogers                       | Película de televisión       |